# ويليام فيرجيل بيك
ويليام فيرجيل بيك (بالإنجليزية: William Virgil Peck) هو قاضي ومحامي أمريكي، ولد في 17 أبريل 1804 في كاناندياجو في الولايات المتحدة، وتوفي في 30 ديسمبر 1877 في بورتسموث في الولايات المتحدة.